# 1985년 OB 베어스 시즌
1985년 OB 베어스 시즌은 OB 베어스가 KBO 리그에 참가한 4번째 시즌으로, 김성근 감독이 팀을 이끈 2번째 시즌이다. 작년에 이어 올해도 이홍범이 주장을 맡았으나, 이홍범은 주전이 아니었기 때문에 이홍범의 부재 시 이종도가 임시주장을 맡았다. 팀은 전기 리그 2위, 후기 리그 5위, 종합 4위에 그쳐 한국시리즈 진출에 실패했는데 박철순 윤석환의 부진이 컸고 야심차게 영입한 재일동포 잠수함 오헌조는  아예 단 한 차례도 등판하지 못했다.

## 타이틀
- 출장 (타자) : 신경식 (110)
- KBO 골든글러브 : 박종훈 (외야수)
- 올스타 선발 : 신경식 (1루수), 김광수 (2루수), 윤동균 (외야수), 김우열 (지명타자)
- 올스타전 추천선수 : 윤석환, 계형철, 조범현, 박종훈
- 컴투스프로야구 80년대 OB 베어스 라인업 : 최일언 (중계투수), 조범현 (포수), 김광수 (유격수)
- 승률 : 윤석환 (0.833)

## 선수단
- 선발투수: 계형철, 김진욱, 장호연, 박철순, 박상열, 강철원
- 구원투수: 황태환
- 마무리투수: 최일언, 윤석환, 정선두, 한오종
- 포수: 조범현, 김진홍, 정종현, 김경문, 김영신, 박해종
- 1루수: 신경식, 홍신차
- 2루수: 김광수
- 유격수: 유지훤
- 3루수: 구천서, 한대화, 이승희
- 좌익수: 윤동균, 구재서
- 중견수: 이종도, 김우열, 김광림, 이홍범, 이근식
- 우익수: 김형석, 김대진
- 지명타자: 박종훈, 홍희섭, 탁재원, 조호, 김명구, 박기수

## 여담
- 팀이 동대문야구장과 서울종합운동장 야구장을 홈구장으로 사용한 첫 시즌이다.
- 한오종은 4월 9일 롯데 자이언츠와의 경기에 구원등판한 것이 이 시즌의 유일한 등판이었는데, 여기서 1이닝을 피안타 없이 무실점으로 막아내어 KBO 리그 사상 최초의 단일 시즌 무피안타 투수가 되었다.
- 7월 16일 MBC 청룡과의 경기에서 김성근 감독이 판정에 대한 항의의 의미로 선수단을 모두 더그아웃으로 철수시키고 경기 속행을 거부한 끝에 OB 베어스의 몰수 패로 경기가 끝났다. 이날 경기는 몰수 게임 선언 당시 이미 5회를 넘긴 상태였고  MBC 청룡이 이기고 있던 상황이었던 덕에 정식 경기 기준을 충족하여 선수들의 개인 기록도 모두 인정되었다. 그로 인해 이날 경기 포함 시즌 전 경기에 출전한 신경식은 1985 시즌 최다 출전 타이틀을 따낼 수 있었다.
- 신경식은 9월 27일 KBO 리그 사상 최초로 단일 시즌 400타수를 달성했다.
- 최일언은 후반기 7개의 희생플라이를 허용하여 KBO 리그 단일 시즌 후반기 최다 기록을 세웠다.
- 황태환은 KBO 리그 사상 최초로 통산 구원 등판 100회를 달성했다.
- 최일언은 KBO 리그에서 규정 이닝을 채운 투수 중 단일 시즌 최다 구원패(9)를 기록했다.
- 김광수는 이 시즌 KBO 리그 역대 단일 시즌 청보 핀토스 상대 최다 타석(104) 기록을 세웠다.
- 신경식은 이 시즌 KBO 리그 역대 단일 시즌 청보 핀토스 상대 최다 타수(93) 기록을 세웠다.
- 윤석환은 단 5승만으로 승률왕에 올라 KBO 리그 역대 최소 승리 승률왕이 되었다. 이는 1982년부터 1985년까지는 규정 이닝만 채우면 승률왕 후보가 될 수 있었기 때문이었다. 이듬해부터는 10승 이상을 거둔 투수에 한해서 승률왕 후보가 될 수 있다는 규정이 생기게 되었다.
- 김일중은 12월 28일 트레이드를 통해 OB 베어스에서 빙그레 이글스로 이적했는데, OB 베어스에서 1군 출전 경험이 없었던 데다가 빙그레 이글스에서도 1군 출전 없이 은퇴해 KBO 리그 역대 트레이드로 팀을 옮긴 선수 중 통산 1군 기록 없이 은퇴한 최초의 선수가 되었다.
- 포수 조종규는 이 시즌을 끝으로 은퇴했으며, 2년 후 KBO 심판위원이 되어 KBO 리그 사상 최초의 프로 포수 출신 심판이 되었다.
- 홍희섭은 이 시즌을 끝으로 은퇴하여 KBO 리그 사상 최초로 월요일 경기 통산 타율 1.000을 기록한 선수가 되었다.